# Föderalistische Union Europäischer Nationalitäten
Die Föderalistische Union Europäischer Nationalitäten (FUEN, engl.: Federal Union of European Nationalities) ist eine unabhängige Dachvereinigung von Organisationen nationaler Minderheiten Europas mit derzeit über 100 Mitgliedsorganisationen aus 36 europäischen Staaten. Bis 2015 war der offizielle deutsche Name Föderalistische Union Europäischer Volksgruppen (FUEV).

## Geschichte
Die FUEN wurde am 19./20. November 1949 in Versailles (Frankreich) gegründet. Sie versteht sich als Nachfolgeorganisation des von 1925 bis 1938 bestehenden Europäischen Nationalitätenkongresses. Erster Präsident war der Belgier Charles Plisnier. Seit 1989 hat die FUEN den Teilnehmenden Status beim Europarat und seit 1995 den Konsultativen Status bei den Vereinten Nationen.
2016 wurde Loránt Vincze als Nachfolger von Hans Heinrich Hansen zum Präsidenten der Föderalistischen Union Europäischer Nationalitäten gewählt. Im Juni 2019 wurde Vincze in dieser Funktion für drei weitere Jahre für die Funktionsperiode bis 2022 bestätigt und wurde 2022 erneut als Präsident für eine dritte Amtszeit bis 2025 wiedergewählt.

## Organisation
Das Präsidium der FUEN besteht derzeit aus Repräsentanten von Minderheiten aus verschiedenen Staaten – dazu gehören je ein Vertreter der Deutschen in Dänemark, der Südtiroler in Italien, der Ungarn in Rumänien (der Präsident Loránt Vincze), der Ungarndeutschen in Ungarn, der Türken in Europa, der Nordfriesen in Deutschland sowie der Ungarn und Deutsche in Rumänien, vertreten durch die Jugend Europäischer Volksgruppen (JEV). Das Präsidium wird demokratisch gewählt.
Das Generalsekretariat der FUEN hat seinen Sitz an der Schiffbrücke in Flensburg.

## Ziele und Aktivitäten
Die FUEN verfolgt das Ziel der Erhaltung und Förderung der nationalen Identität, der Sprache, der Kultur und der Geschichte von nationalen Minderheiten. Sie tritt für ein gutnachbarschaftliches, friedliches Zusammenleben von Mehrheitsbevölkerung und Minderheit eines Staates oder einer Region ein und lehnt Separatismus und jegliche gewaltsame Grenzverschiebungsvorhaben ab.
Sie vertritt die Ansicht, dass zu einer friedlichen Entwicklung Europas die Rücksicht auf die berechtigten Interessen der nationalen Minderheiten und ethnischen Volksgruppen auf Wahrung ihrer angestammten Identität und die Hilfe bei der Bewahrung ihrer traditionellen Kultur gehört und zielt diesbezüglich insbesondere auf die europäischen Parlamente, Regierungen sowie Institutionen als Gesprächspartner ab.
1967 legte die FUEN Grundsätze für ein europäisches Volksgruppenrecht vor, die sie im Laufe der Jahre überarbeitete und ergänzte. Diese Grundsätze entwickelte sie zu einem Konventionsentwurf für die Grundrechte der Volksgruppen Europas weiter und brachte sie ab 1991 bei der OSZE, den Vereinten Nationen, dem Europarat und dem Europäischen Parlament ein.
Die FUEN unterstützt die Europäische Charta der Regional- oder Minderheitensprachen und die Konvention zum Schutze der nationalen Minderheiten und erhofft sich deren baldige Ratifizierung und Umsetzung durch alle Mitgliedstaaten des Europarates.
Zu den Aktivitäten der FUEN zählen darüber hinaus u. a. die Organisation eines Jahreskongresses mit Vertretern europäischer Minderheiten und weiterer Treffen, Symposien und Veranstaltungen, die Verabschiedung von Stellungnahmen und Resolutionen, Veröffentlichung von Pressemitteilungen, Fact-Finding-Missions (Besuche von nationalen Minderheiten zur Erkundung ihrer Lage). Ferner ist sie Herausgeberin der Zeitschrift Europa Ethnica.
Unter Verweis darauf, dass es in der Politik und in der Wissenschaft immer noch keinen Konsens über eine verbindliche Definition einer Nationalen Minderheit gibt, hat die FUEN 2006 ihre Definitionen, Prinzipien, Forderungen und Empfehlungen in Form einer Charta, der Charta der autochthonen, nationalen Minderheiten in Europa, zusammen mit der Jugend Europäischer Volksgruppen (JEV), unterzeichnet und veröffentlicht.

## Mitglieder
| Land                    | Organisation | Website bei FUEN                                                                                            |
| ----------------------- | --- | --- |
| Albanien                | Zajednica Crnogoraca u Albaniji “ZCGA” - Elbasan                                                                                   | MONTENEGRINISCHER VEREIN IN ALBANIEN „ZCGA“ - ELBASAN                                                       |
| Albanien                | Makedonsko Društvo "Ilinden" Tirana                                                                                                | MAZEDONISCHER VEREIN "ILINDEN" – TIRANA                                                                     |
| Aserbaidschan           | Meshet Türkleri Cemiyeti Azerbaycan’da “VATAN”                                                                                     | "VATAN" ÖFFENTLICHE UNION DER IN ASERBAIDSCHAN LEBENDEN AHISKA-TÜRKEN                                       |
| Belgien                 | ProDG | PRODG |
| Bosnien und Herzegowina | Udruženje građana za promociju obrazovanja Roma „Otaharin“                                                                         | OTAHARIN - BÜRGERVEREIN ZUR FÖRDERUNG DER BILDUNG DER ROMA                                                  |
| Bulgarien               | Tsentru ti limba shi cultura armaneasca                                                                                            | ZENTRUM FÜR AROMUNISCHE SPRACHE UND KULTUR IN BULGARIEN                                                     |
| Bulgarien               | Evropeiski Institut - Pomak | EUROPÄISCHES INSTITUT - POMAK                                                                               |
| Dänemark                | Bund Deutscher Nordschleswiger (BDN)                                                                                               | BUND DEUTSCHER NORDSCHLESWIGER                                                                              |
| Dänemark                | Grænseforeningen | DÄNISCHER GRENZVEREIN                                                                                       |
| Deutschland             | Avrupa Bati Trakya Türk Federasyonu (ABTTF)                                                                                        | FÖDERATION DER WEST-THRAKIEN TÜRKEN IN EUROPA                                                               |
| Deutschland             | Domowina | DOMOWINA - BUND LAUSITZER SORBEN E. V.                                                                      |
| Deutschland             | EBLUL Deutschland – Komitee für Regional- und Minderheitensprachen                                                                 | EBLUL DEUTSCHLAND - KOMITEE FÜR REGIONAL- UND MINDERHEITENSPRACHEN                                          |
| Deutschland             | Friesenrat Sektion Nord | FRIESENRAT SEKTION NORD e. V.                                                                               |
| Deutschland             | Friisk Foriining | FRIESISCHE VEREINIGUNG                                                                                      |
| Deutschland             | Sydslesvigsk Forening e. V. | SÜDSCHLESWIGSCHER VEREIN                                                                                    |
| Deutschland             | Zentralrat Deutscher Sinti und Roma                                                                                                | ZENTRALRAT DEUTSCHER SINTI UND ROMA                                                                         |
| Deutschland             | Związek Polaków w Niemczech | BUND DER POLEN IN DEUTSCHLAND e. V.                                                                         |
| Estland                 | Eestimaa Rahvuste Ühendus | BUND DER NATIONALEN MINDERHEITEN IN ESTLAND                                                                 |
| Estland                 | Eestimaa Valgevenelaste Assotsiatsioon                                                                                             | VEREIN DER WEISSRUSSEN IN ESTLAND                                                                           |
| Estland                 | Verein der Deutschen in Estland | VEREIN DER DEUTSCHEN IN ESTLAND                                                                             |
| Estland                 | Nekommercheskoye ob"yedineniye “Russkaya shkola Estonii”                                                                           | NGO "RUSSISCHE SCHULE ESTLANDS"                                                                             |
| Estland                 | Soyuz Slavyanskikh prosvetitel'nykh i blagotvoritel'nykh obshchestv                                                                | BUND DER RUSSISCHEN BILDUNGS- UND WOHLFAHRTSGESELLSCHAFTEN IN ESTLAND                                       |
| Frankreich              | Associacion Occitana de Fotbòl | DER OKZITANISCHE FUSSBALLVERBAND                                                                            |
| Frankreich              | Comité d´Action Régionale de Bretagne - Poellgor evit Breizh                                                                       | KOMITEE FÜR REGIONALE AKTION IN BRETAGNE                                                                    |
| Frankreich              | EL - le Mouvement d'Alsace-Lorraine                                                                                                | ELSASS-LOTHRINGISCHER VOLKSBUND EL                                                                          |
| Frankreich              | Skol Uhel Ar Vro – Institut Culturel de Bretagne                                                                                   | KULTURINSTITUT DER BRETAGNE (ICB)                                                                           |
| Frankreich              | Strollad Breizh – Parti Breton | BRETONISCHE PARTEI                                                                                          |
| Frankreich              | Unser Land | UNSER LAND                                                                                                  |
| Georgien                | Assoziation der Deutschen Georgiens "Einung"                                                                                       | ASSOZIATION DER DEUTSCHEN GEORGIENS "EINUNG"                                                                |
| Georgien                | saerto samokalako modzraoba - mravalerovani sakartvelo                                                                             | ÖFFENTLICHE BEWEGUNG MULTINATIONALES GEORGIEN                                                               |
| Griechenland            | Batı Trakya Azınlığı Yüksek Tahsilliler Derneği                                                                                    | AKADEMIKERVEREIN DER WESTTHRAKISCHEN MINDERHEIT                                                             |
| Griechenland            | Dostluk Eşitlik Barış Partisi | FREUNDSCHAFT, GLEICHHEIT UND FRIEDEN PARTEI                                                                 |
| Griechenland            | Oikoumenikí Omospondía Konstantinoupolitón                                                                                         | ÖKUMENISCHE FÖDERATION DER KONSTANTINOPLER                                                                  |
| Griechenland            | Pan'celenitseski Pomatski Segious                                                                                                  | PANHELLENISCHER POMAKEN VEREIN                                                                              |
| Griechenland            | Ouranio Toxo | REGENBOGEN: PARTEI DER MAZEDONISCHEN MINDERHEIT IN GRIECHENLAND                                             |
| Griechenland            | Makedonsko Dviženje za Unapreduvanje na Majčiniot Jazik ‘Krste Misirkov’                                                           | DIE MAZEDONISCHE BEWEGUNG ZUR FÖRDERUNG DER MUTTERSPRACHE „KRSTE MISIRKOV“                                  |
| Irland                  | Údarás na Gaeltachta | DIE GAELTACHT GEMEINDE                                                                                      |
| Italien                 | Fondazione "Agostina Piccoli" | STIFTUNG "AGOSTINA PICCOLI"                                                                                 |
| Italien                 | Istituto di Studi sull’Amministrazione Locale (ISAL)                                                                               | NSTITUT FÜR STUDIEN ZUR LOKALEN VERWALTUNG                                                                  |
| Italien                 | Slovenska kulturno-gospodarska zveza (SKGZ)                                                                                        | SLOWENISCHER KULTUR- UND WIRTSCHAFTSVERBAND                                                                 |
| Italien                 | Slovenska Skupnost | UNION DER SLOWENEN IN ITALIEN                                                                               |
| Italien                 | Societât Filologjiche Furlane „Graziadio Isaia Ascoli“                                                                             | FRIAULISCHE PHILOLOGISCHE GESELLSCHAFT                                                                      |
| Italien                 | Svet Slovenskih Organizacij (SSO)                                                                                                  | RAT DER SLOWENISCHEN ORGANISATIONEN                                                                         |
| Italien                 | Südtiroler Volkspartei (SVP) | SÜDTIROLER VOLKSPARTEI                                                                                      |
| Italien                 | Union Generela di Ladins dla Dolomites                                                                                             | UNION DER LADINER DER DOLOMITEN                                                                             |
| Kasachstan              | Gesellschaftliche Stiftung - Vereinigung der Deutschen Kasachstans “Wiedergeburt”                                                  | GESELLSCHAFTLICHE STIFTUNG - VEREINIGUNG DER DEUTSCHEN KASACHSTANS “WIEDERGEBURT”                           |
| Kirgisistan             | Volksrat der Deutschen der Kirgisischen Republik                                                                                   | VOLKSRAT DER DEUTSCHEN DER KIRGISISCHEN REPUBLIK                                                            |
| Kosovo                  | Kosova Genç Birlik Derneği | DER KOSOVO VEREIN DER JUGENDUNION                                                                           |
| Kroatien                | Deutsche Gemeinschaft - Landsmannschaft der Donauschwaben in Kroatien                                                              | DEUTSCHE GEMEINSCHAFT - LANDSMANNSCHAFT DER DONAUSCHWABEN IN KROATIEN                                       |
| Kroatien                | Horvatorszagi Magyarok Demokratikus Közössege                                                                                      | DEMOKRATISCHE UNION DER UNGARN IN KROATIEN                                                                  |
| Kroatien                | Koordinace rad a představitelů české národnostní menšiny v Republice Horvatsko                                                     | KOORDINATIONSRAT UND VERTRETER DER TSCHECHISCHEN NATIONALEN MINDERHEIT                                      |
| Kroatien                | Srpsko narodno vijeće | NATIONALRAT DER SERBEN IN KROATIEN                                                                          |
| Lettland                | Verband der Deutschen in Lettland                                                                                                  | VERBAND DER DEUTSCHEN IN LETTLAND                                                                           |
| Moldau                  | Deutsches Haus "Hoffnung"der Republik Moldau                                                                                       | DEUTSCHES HAUS "HOFFNUNG"DER REPUBLIK MOLDOV                                                                |
| Nordmazedonien          | Unia ti cultura-a Armanjlor dit Machidunii                                                                                         | UNION FÜR DIE KULTUR DER AROMUNEN IN MAZEDONIEN                                                             |
| Nordmazedonien          | Zdruzenie za Pravata na Romite - Stip                                                                                              | VEREINIGUNG FÜR DEN SCHUTZ DER MENSCHENRECHTE DER ROMA                                                      |
| Nordmazedonien          | Asocijacija za demokratski razvoj na Romite SONCE                                                                                  | VEREIN FÜR DEMOKRATISCHE ENTWICKLUNG DER ROMA SONCE                                                         |
| Nordmazedonien          | Centar za Romska Zaednica “DROM”                                                                                                   | ROMA GEMEINSCHAFTSZENTRUM "DROM"                                                                            |
| Niederlande             | Ried fan de Fryske Beweging (RfdFB)                                                                                                | RAT DER FRIESISCHEN BEWEGUNG                                                                                |
| Österreich              | Hrvatski centar za kulturu, obrazovanje i politiku                                                                                 | KROATISCHES ZENTRUM FÜR KULTUR, BILDUNG UND POLITIK                                                         |
| Österreich              | Hrvatsko kulturno društvo u Gradišću HKD                                                                                           | KROATISCHER KULTURVEREIN IM BURGENLAND                                                                      |
| Österreich              | Narodni svet koroških Slovencev NSKS                                                                                               | RAT DER KÄRNTNER SLOWENEN                                                                                   |
| Österreich              | Skupnost koroških Slovencev in Slovenk SKS                                                                                         | GEMEINSCHAFT DER KÄRNTNER SLOWENEN UND SLOWENINNEN                                                          |
| Polen                   | Kaszëbskò Pòmòrsczé Zrzeszenié | KASCHUBISCH-POMMERSCHER VEREIN                                                                              |
| Polen                   | Masurische Gesellschaft e. V. | MASURISCHE GESELLSCHAFT e. V.                                                                               |
| Polen                   | Verband der deutschen sozial-kulturellen Gesellschaften in Polen (VdG)                                                             | VERBAND DER DEUTSCHEN SOZIAL-KULTURELLEN GESELLSCHAFTEN IN POLEN (VDG)                                      |
| Polen                   | Ob'yednannya lemkiv Zjednoczenie Łemków                                                                                            | VEREINIGUNG DER LEMKEN                                                                                      |
| Rumänien                | Demokratický zväz Slovákov a Čechov v Rumunsku                                                                                     | DEMOKRATISCHE UNION DER SLOWAKEN UND TSCHECHEN IN RUMÄNIEN                                                  |
| Rumänien                | Demokratisches Forum der Deutschen in Rumänien (DFDR)                                                                              | DEMOKRATISCHES FORUM DER DEUTSCHEN IN RUMÄNIEN                                                              |
| Rumänien                | FARA ARMÂNEASCĂ dit ROMÂNIA | AROMUNISCHE GEMEINSCHAFT IN RUMÄNIEN                                                                        |
| Rumänien                | Partidul Civic Maghiar-Magyar Polgári Párt                                                                                         | UNGARISCHE BÜRGERPARTEI                                                                                     |
| Rumänien                | Romániai Magyar Demokrata Szövetség (RMDSZ)                                                                                        | DEMOKRATISCHE ALLIANZ DER UNGARN IN RUMÄNIEN                                                                |
| Rumänien                | Uniunea Democrată Tătară | TATARISCHE DEMOKRATISCHE UNION                                                                              |
| Russland                | Internationaler Verband der deutschen Kultur (IVDK)                                                                                | INTERNATIONALER VERBAND DER DEUTSCHEN KULTUR                                                                |
| Russland                | Milletlerarasi Meshet Turkleri Cemiyeti "Vatan"                                                                                    | ÖFFENTLICHE ORGANISATION "INTERNATIONALE GESELLSCHAFT DER TURK MESCHETEN "VATAN"                            |
| Russland                | Qumuqlar | KUMYKEN |
| Russland                | MEZHDUNARODNYY SOYUZ GRECHESKIKH OBSHCHESTVENNYKH OB"YEDINENIY "PONTOS"                                                            | INTERNATIONALE UNION DER GRIECHISCHEN GESELLSCHAFTEN DER GUS "PONTOS"                                       |
| Russland                | Mezhregional'naya obshchestvennaya organizatsiya sodeystviya sokhraneniyu i razvitiyu karachayevo-balkarskikh traditsiy "Bars El'" | GESELLSCHAFTLICHE ORGANISATION ZUR PFLEGE UND ENTWICKLUNG DER KARATSCHAJ-BALKARISCHEN TRADITIONEN - BARS EL |
| Russland                | Federal'naya lezginskaya natsional'naya i kul'turnaya avtonomiya                                                                   | FÖDERALE LEZGHIN NATIONALE UND KULTURELLE AUTONOMIE                                                         |
| Schweden                | Stiftelsen Skånsk Framtid | STIFTUNG SCHONISCHE ZUKUNFT                                                                                 |
| Schweiz                 | Lia Rumantscha | RÄTOROMANISCHE ORGANISATION                                                                                 |
| Schweiz                 | Pro Grigioni Italiano (Pgi) | VEREIN PRO GRIGIONI ITALIANO (PGI)                                                                          |
| Schweiz                 | Radgenossenschaft der Landstraße                                                                                                   | DIE RADGENOSSENSCHAFT DER LANDSTRASSE                                                                       |
| Schweiz                 | Schäft qwant - Transnationaler Verein für jenische Zusammenarbeit und Kulturaustausch                                              | SCHÄFT QWANT - TRANSNATIONALER VEREIN FÜR JENISCHE ZUSAMMENARBEIT UND KULTURAUSTAUSCH                       |
| Serbien                 | Demokratski Savez Hrvata u Vojvodini (DSHV)                                                                                        | DEMOKRATISCHE ALLIANZ DER KROATEN IN VOJVODINA                                                              |
| Serbien                 | Deutscher Humanitärer Verein „St. Gerhard“                                                                                         | DEUTSCHER HUMANITÄRER VEREIN „ST. GERHARD”                                                                  |
| Serbien                 | Deutscher Volksverband | DEUTSCHER VOLKSVERBAND                                                                                      |
| Serbien                 | Humanitarni Centar Rom Obrenovac (HC Rom)                                                                                          | HUMANITÄRISCHES ZENTRUM ROM OBRENOVAC                                                                       |
| Serbien                 | Sutsata Sarbeasca-Armaneasca “Lunjina”                                                                                             | SERBISCH-AROMUNISCHER VEREIN "LUNJINA"                                                                      |
| Serbien                 | Vajdasági Magyar Szövetség (VMSZ)                                                                                                  | ALLIANZ DER VOJVODINA UNGARN                                                                                |
| Slowakei                | Český spolek na Slovensku | VEREIN DER TSCHECHEN IN DER SLOWAKEI                                                                        |
| Slowakei                | Karpatendeutscher Verein in der Slowakei                                                                                           | KARPATENDEUTSCHER VEREIN IN DER SLOWAKEI                                                                    |
| Slowakei                | Magyar Szövetség – Maďarská aliancia                                                                                               | ALLIANZ - UNGARN. NATIONALITÄTEN. REGIONEN                                                                  |
| Slowenien               | Muravidéki Magyar Önkormányzati Nemzeti Közösség - Pomurska madžarska samoupravna narodna skupnnost                                | DIE SELBSTVERWALTUNG DER UNGARISCHEN GEMEINDE VON POMURJE                                                   |
| Slowenien               | Unione Italiana | ITALIENISCHE UNION                                                                                          |
| Slowenien               | Verband der Kulturvereine der deutschsprachigen Volksgruppe in Slowenien                                                           | VERBAND DER KULTURVEREINE DER DEUTSCHSPRACHIGEN VOLKSGRUPPE                                                 |
| Spanien                 | Plataforma per la Llengua | PLATTFORM FÜR DIE SPRACHE                                                                                   |
| Tschechien              | Kongres Polakow w Republice Czeskije                                                                                               | KONGRESS DER POLEN IN DER TSCHECHISCHEN REPUBLIK                                                            |
| Tschechien              | Shromáždění německých spolků v České republice, z.s.                                                                               | LANDESVERSAMMLUNG DER DEUTSCHEN VEREINE IN DER TSCHECHISCHEN REPUBLIK e. V.                                 |
| Türkei                  | Rodos İstanköy ve On İkiada Türkleri Kültür ve Dayanışma Derneği                                                                   | KULTUR- UND SOLIDARITÄTSVEREIN DER TÜRKEN AUF RHODES, KOS UND DEN DODEKANES-INSELN                          |
| Ukraine                 | Asociația național-culturală a moldovenilor din Ucraina                                                                            | KULTURELLER VERBAND DER MOLDAWIER IN DER UKRAINE                                                            |
| Ukraine                 | Kárpátaljai Magyar Kulturális Szövetség (KMKSZ)                                                                                    | KULTURELLE ALLIANZ DER UNGARN IN SUBKARPATEN                                                                |
| Ukraine                 | Kırım Kayalar | VERBAND DER KRIM KARÄER                                                                                     |
| Ukraine                 | Qırımtatar Milliy Meclisi | MEJLIS DES KRIMTATARISCHEN VOLKES                                                                           |
| Ukraine                 | Rat der Deutschen der Ukraine (RDU)                                                                                                | RAT DER DEUTSCHEN DER UKRAINE                                                                               |
| Ukraine                 | Hromadsʹka orhanizatsiya «Asambleya Natsionalʹnostey Ukrayiny»                                                                     | ÖFFENTLICHE ORGANISATION "VERSAMMLUNG DER NATIONALITÄTEN DER UKRAINE"                                       |
| Ukraine                 | Obshchestvo karpat·sʹkykh Rusynov                                                                                                  | GESELLSCHAFT DER KARPATEN-RUTHENEN                                                                          |
| Ukraine                 | Federatsiya hretsʹkykh tovarystv Ukrayiny                                                                                          | FÖDERATION DER GRIECHISCHEN GESELLSCHAFTEN IN DER UKRAINE                                                   |
| Ungarn                  | Autoguvernarea pe Țară a Românilor din Ungaria (AȚRU)                                                                              | NATIONALE SELBSTVERWALTUNG DER RUMÄNEN IN UNGARN                                                            |
| Ungarn                  | Celoštátna slovenská samospráva v Maďarsku                                                                                         | NATIONALE SELBSTVERWALTUNG DER SLOWAKEN IN UNGARN                                                           |
| Ungarn                  | Landesselbstverwaltung der Ungarndeutschen (LdU)                                                                                   | LANDESSELBSTVERWALTUNG DER UNGARNDEUTSCHEN                                                                  |
| Ungarn                  | Országos Ruszin Önkormányzat | LANDESSELBSTVERWALTUNG DER RUTHENEN IN UNGARN                                                               |
| Usbekistan              | Kulturzentrum der Deutschen Usbekistans e. V. „Wiedergeburt“                                                                       | KULTURZENTRUM DER DEUTSCHEN USBEKISTANS e. V. „WIEDERGEBURT“                                                |

## Präsidenten
- Charles Plisnier (1949–1952)
- Willem Kok (1954–1957)
- Hans Graf von Matuschka (1957–1959)
- Hans Schmidt-Oxbüll (1959–1963)
- Svend Johannsen (1963–1967)
- Severino Caveri (1967–1969)
- Friedl Volgger (1969–1973)
- Hans Ronald Jørgensen (1973–1977)
- Karl Mitterdorfer (1977–1981)
- Reginald Vospernik (1982–1986)
- Pierre Lemoine (1986–1990)
- Karl Mitterdorfer (1990–1994)
- Christoph Pan (1994–1996)
- Romedi Arquint (1996–2007)
- Hans Heinrich Hansen (2007–2016)
- Loránt Vincze (2016–heute)

## Finanzierung
Die FUEN finanziert sich durch Beiträge ihrer Mitglieder und staatlicher Einrichtungen wie der Republik Österreich, dem Land Kärnten, der Deutschsprachigen Gemeinschaft in Belgien, Dänemark, dem Land Schleswig-Holstein, dem Land Brandenburg, dem Freistaat Sachsen, der Autonomen Region Trentino-Südtirol, der Autonomen Provinz Bozen-Südtirol und der Bundesrepublik Deutschland.